# Kostel tří svatých (Innsbruck)
 Kostel tří svatých je římskokatolický kostel v Innsbrucku. Nachází se v srdci čtvrti Dreiheiligen-Schlachthof a jeho stavba v letech 1612/13 byla naplněním slibu během morové rány.
Je zasvěcen svatému Rochovi, Pirminovi, Šebestiánovi a Alexiji z Edessy. Budova je památkově chráněna.

## Dějiny
Když v 17. století postihl Innsbruck mor, morový kaplan Melchior Köstlan a morový lékař Paul Weinhart přesvědčili občany, že pouze výstavba nového kostela by ho mohla ukončit. Dne 21. září 1611 byla schválena stavba kostela na počest morových patronů Šebestiána, Pirmina a Rocha. Byl postaven v tehdejším Kohlstattu mimo městské hradby, kde byla nemocnice pro oběti moru. Po schválení princem Maximilianem III. a biskupem v Brixenu Christophem Andrease von Spaur byl položen základní kámen 12. dubna 1612. Díky velkému daru Maximiliana III., města a občanů byla stavba dokončena rychle a zasvěcena 13. října 1613. Věž byla pravděpodobně postavena jen o dva roky později.
Od roku 1745 do roku 1750 byl kostel přestavěn v rokokovém stylu. V roce 1785 sem byl přenesen votivní obraz sv. Alexija z opuštěného kostela sedmi kaplí, a stal se čtvrtým patronem kostela. Od roku 1860 do roku 1863 byl kostel rekonstruován a rozšířen. Podle plánů Antona Gepperta byl rozšířen o vstupní halu a byla upravena fasáda. Věž byla zdvižena a dřevěná šindelová střecha byla nahrazena střešní taškou. Během druhé světové války byl kostel poškozen bombami a stropní fresky vniknutím vody. V padesátých letech byly obnoveny fresky a věž. Od roku 2010 do roku 2013 byl kostel rozsáhle renovován a do značné míry se obnovil vzhled z roku 1860. Přesně 400 let po prvním zasvěcení vysvětil biskup Manfred Scheuer 13. října 2013 oltář po dokonalé obnově kostela.

## Popis
Budova je orientována na jih. Z hřbitova, který kdysi obklopoval kostel, se zachovala arkáda. Novorománská fasáda je bohatě zdobena. Mozaika z roku 1900 ukazuje čtyři církevní patrony a nad nimi Mariii s dítětem. Návrh vytvořil Philipp Schumacher. Uvnitř je světlá hala, která je pokryta klenbou. Rocaillové štuky a stropní fresky byly vytvořeny v roce 1750 Johannem Michaelem Stricknerem. Tři rokokové oltáře ze štukových mramorů a kazatelna Johanna Bartlma Gratla pocházejí ze stejného období. Hlavní oltář ukazuje tři církevní patrony, levý oltář Marii od Johanna George Dominika Grasmaira (1747), pravý oltář Ježíšův křest od Melchiora Stelzleho (1614).

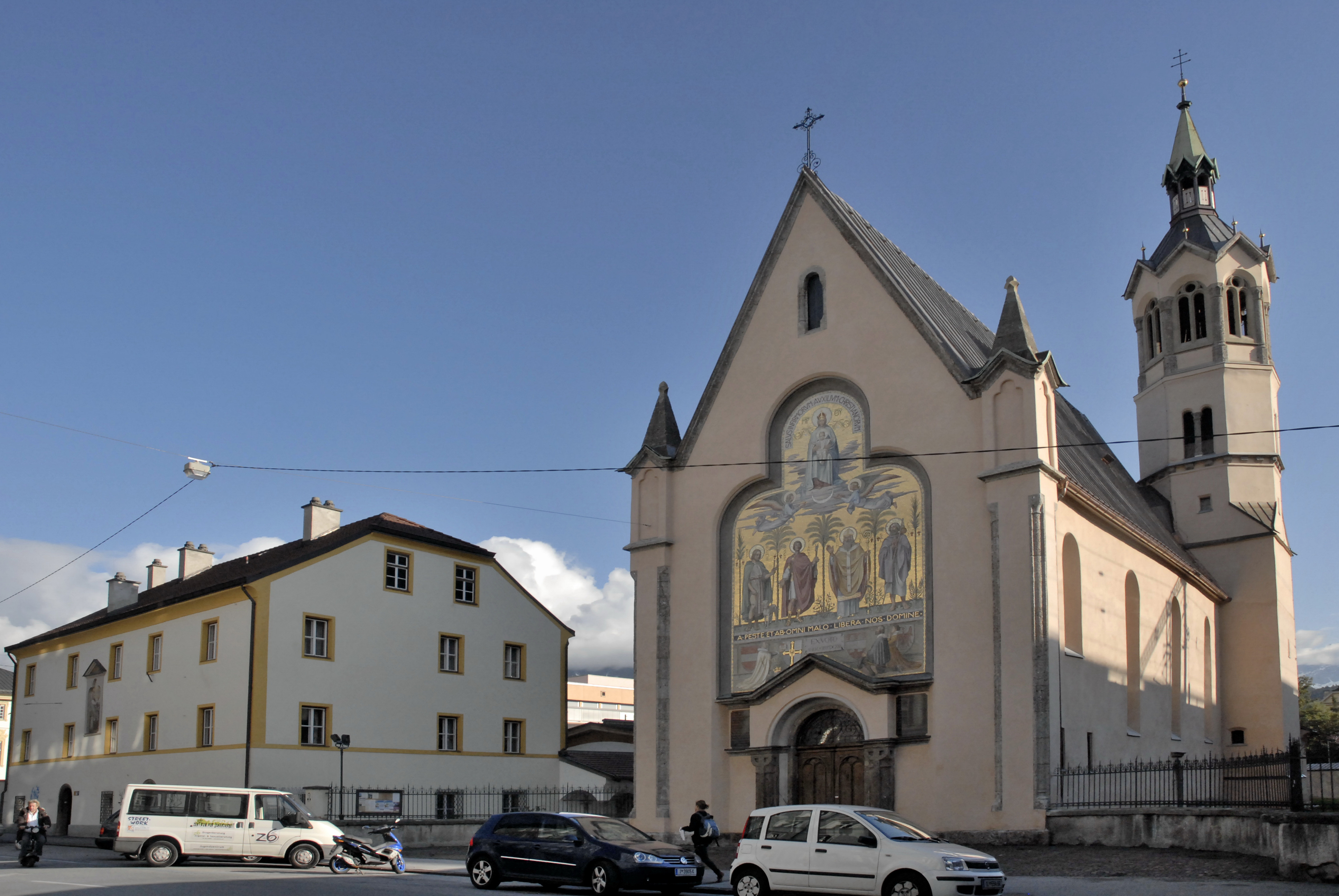
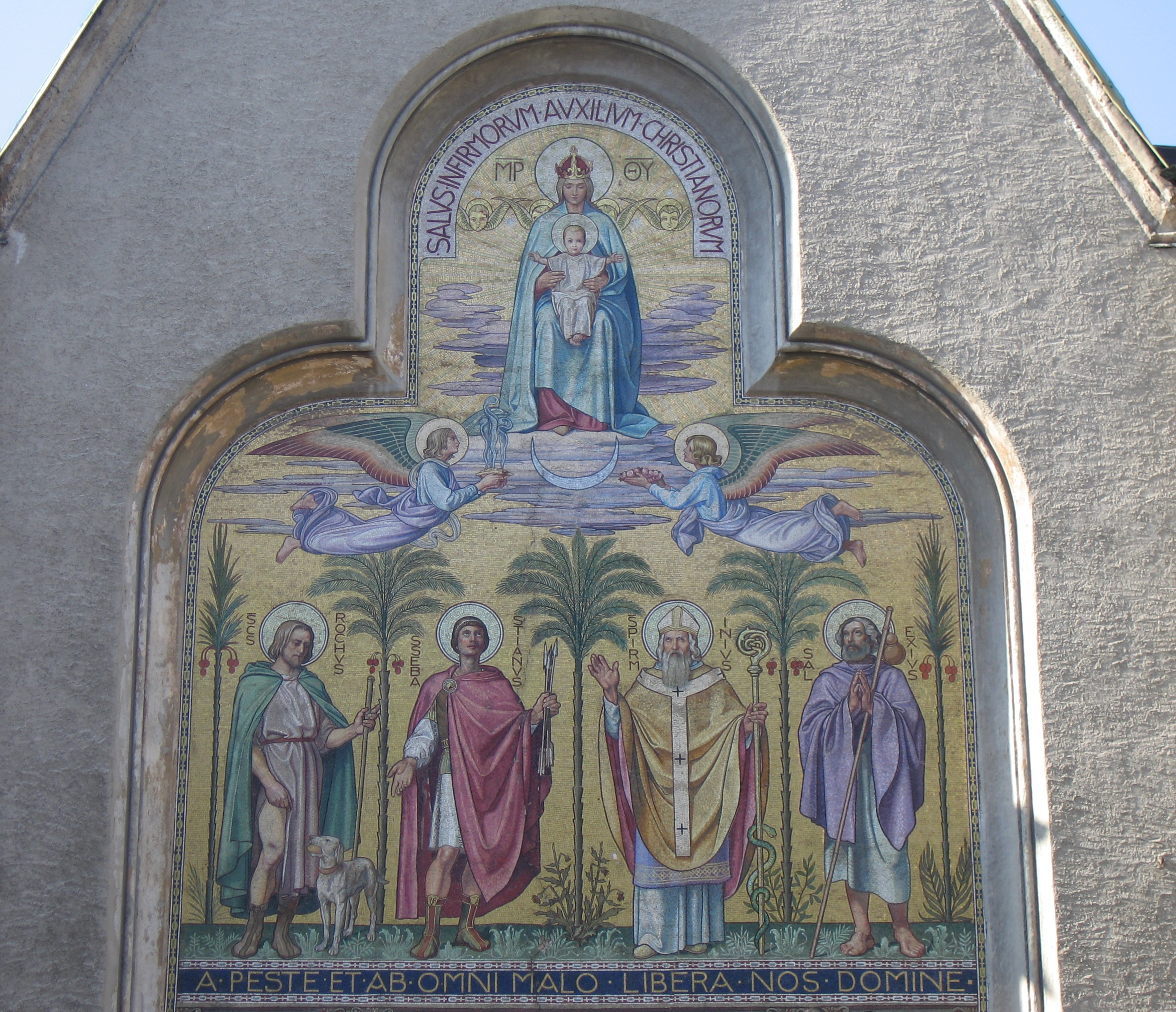
Mozaika z roku 1900
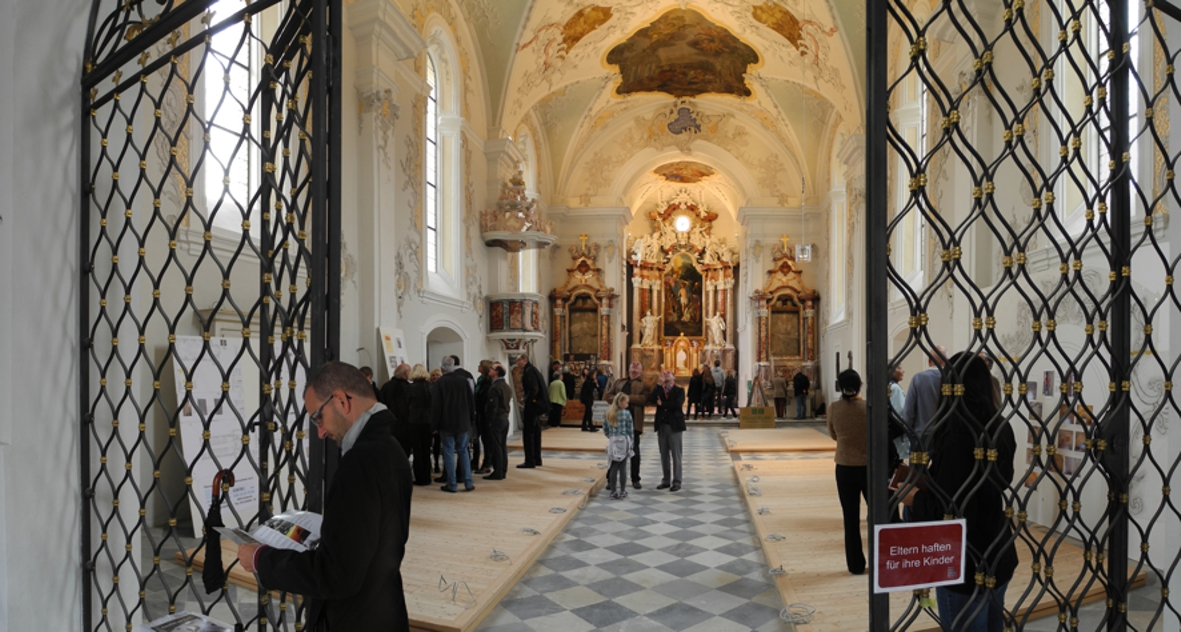